# القليس (بني مطر)

تعديل مصدري - تعديل

القليس هي إحدى قرى عزلة جبل النبي شعيب بمديرية بني مطر التابعة لمحافظة صنعاء، بلغ تعداد سكانها 454 نسمة حسب تعداد اليمن لعام 2004.